# ジェディオン・ゼラレム
ジェディオン・ゼラレム（Gedion Zelalem, 1997年1月26日 - ）は、ドイツ・ベルリン出身のサッカー選手。FCデン・ボス所属。ポジションはMF。両親はエチオピア出身。

## 経歴
ヘルタ・ベルリンユースチームでキャリアをスタートし、9歳の時に家族と共にアメリカに移住。アメリカでのプレーがアーセナルFCの目に止まり、2013年に移籍した。
2015-16シーズンはスコットランド・チャンピオンシップ（2部）のレンジャーズFCにローン移籍。
2019年3月10日、スポルティング・カンザスシティに移籍。
2020年1月11日、ニューヨーク・シティFCに移籍。

## 代表歴
ドイツ代表としてユース世代ではU-15、U-16、U-17年代でプレーした。2014年に父親が米国籍を取得したことで同時に米国籍も得た。同時に生まれ育ったドイツ国籍も保持している。U-20年代はアメリカ代表を選択。

## 個人成績
| クラブ       | シーズン | リーグ | リーグ | FAカップ | FAカップ | リーグカップ | リーグカップ | UEFA | UEFA | その他 | その他 | 通算 | 通算 |
| クラブ       | シーズン | 出場   | 得点   | 出場     | 得点     | 出場         | 得点         | 出場 | 得点 | 出場   | 得点   | 出場 | 得点 |
| ------------ | -------- | ------ | ------ | -------- | -------- | ------------ | ------------ | ---- | ---- | ------ | ------ | ---- | ---- |
| アーセナル   | 2013-14  | 0      | 0      | 1        | 0        | 0            | 0            | 0    | 0    | 0      | 0      | 1    | 0    |
| アーセナル   | 2014-15  | 0      | 0      | 0        | 0        | 0            | 0            | 1    | 0    | 0      | 0      | 1    | 0    |
| アーセナル   | 2015-16  | 0      | 0      | 0        | 0        | 0            | 0            | 0    | 0    | 0      | 0      | 0    | 0    |
| アーセナル   | 通算     | 0      | 0      | 1        | 0        | 0            | 0            | 1    | 0    | 0      | 0      | 2    | 0    |
| レンジャーズ | 2015-16  | 21     | 0      | 4        | 0        | 2            | 0            | -    | -    | 1      | 0      | 28   | 0    |
| 総通算       | 総通算   | 21     | 0      | 5        | 0        | 2            | 0            | 1    | 0    | 1      | 0      | 30   | 0    |

## タイトル
アーセナルFC
- FAカップ 2014-15
- FAコミュニティ・シールド 2014, 2015

VVVフェンロー
- エールステ・ディヴィジ 2016-17

ニューヨーク・シティFC
- MLSカップ 2020-21